# Helmut Stallknecht
Helmut Stallknecht, född 27 januari 1935, död 13 mars 2003, var en tysk iktyolog och författare, känd som en av Tysklands främsta akvarister och fiskodlare, vilken skrev 23 böcker och över 900 artiklar i akvarielitteratur.
Stallknecht första artikel, Grundzüge der Verbreitungsgeschichte südamerikanischer und afrikanischer Süßwasserfische, publicerades i Aquarien Terrarien nummer 7 år 1960, och följdes av många andra.
Sedan slutet av 1960-talet var Stallknecht verksam med facklitteratur över akvariefiskar. Flera av hans verk, som 100 tips för akvarister, etwa Hundert Tips für Aquarianer utgjorde  standardverk för akvaristiken inom forna DDR, och hans artiklar översattes till såväl holländska, engelska  som franska. 
Efter murens fall skrev han flera böcker för förlaget Tetra Verlag i Tyskland. Stallknecht var framför allt en expert inom sötvattensakvaristik.